# アーベル総和法
解析学において、アーベル総和法（アーベルそうわほう、英: Abel's summability method）とは、級数に対し、有限値を対応させる総和法の一つ。ベキ級数におけるアーベルの定理に因む。

## 導入
複素数値の数列 {an}  に対し、級数 ∑∞
n=0 an が値 l に収束するとは、部分和
{\displaystyle s_{n}=\sum _{k=0}^{n}a_{k}}
が通常の数列の収束の意味で値 l に収束することで定義される。一方、総和法では、通常の収束の意味を超えて、より広い形での級数の収束を定義する。
例えば、an = (−1)nとするグランディ級数 ∑∞
n=0 (−1)nは
{\displaystyle s_{0}=1,\,s_{1}=0,\,s_{2}=1,\,s_{3}=0,\cdots }
となり、通常の意味では収束しない。ここで、x を |x| < 1 を満たす複素数とし、xn を各項 an に収束因子として乗ずると、ベキ級数
{\displaystyle f(x)=\sum _{n=0}^{\infty }(-1)^{n}x^{n}=1-x+x^{2}+\cdots }
は、|x| < 1 で
{\displaystyle f(x)={\frac {1}{1+x}}}
に一様収束する。このとき、左極限 x → 1− は収束し、
{\displaystyle \lim _{x\to 1-}{f(x)}={\frac {1}{2}}}
となり、級数 ∑∞
n=0 (−1)n に値 1/2 を対応させることができる。

## 定義
複素数値の数列 {an} に対し、ベキ級数
{\displaystyle f(x)=\sum _{n=0}^{\infty }a_{n}x^{n}}
が |x| < 1 で収束し、左極限が
{\displaystyle \lim _{x\to 1-}{f(x)}=s}
と有限値 s になるとき、値 s にアーベル総和可能 (Abel summable) といい、
{\displaystyle \operatorname {A-} \sum _{n=0}^{\infty }a_{n}=s}
もしくは
{\displaystyle \sum _{n=0}^{\infty }a_{n}=s\quad \operatorname {(A)} }
と記す。また、このように {an} の級数を f(x) の左極限 x → 1− で定義する総和法をアーベル総和法と呼ぶ。
なお、f(x) は部分和
{\displaystyle s_{n}=\sum _{k=0}^{n}a_{k}}
によって、
{\displaystyle f(x)=(1-x)\sum _{n=0}^{\infty }s_{n}x^{n}}
とも表すことができる。したがって、f(x) は部分和の列 {sn} に
{\displaystyle \sum _{n=0}^{\infty }(1-x)x^{n}=(1-x){\frac {1}{1-x}}=1}
を満たす因子 (1 − x)xn を乗じて、和を取っていることになる。

## 性質
アーベル総和法はチェザロ総和法より強い。すなわち、チェザロ総和可能な級数はアーベル総和可能である。より一般的に k>-1 について、(C, k)-総和可能であれば、アーベル総和可能である。

## 例
{\displaystyle a_{n}=(-1)^{n}(n+1)\quad (n=0,1,2,\cdots )}
で定義される数列 {an} に対し、
{\displaystyle \sum _{n=0}^{\infty }{a_{n}}=1-2+3-4+\cdots }
は通常の意味では収束せず、またチェザロ総和法でも収束しない。一方でベキ級数
{\displaystyle f(x)=\sum _{n=0}^{\infty }(-1)^{n}(n+1)x^{n}}
は |x| < 1 で収束し、
{\displaystyle f(x)={\frac {1}{(1+x)^{2}}}}
となることから1/4にアーベル総和可能である。

## 拡張

### (A,λn)-総和法
{λn} を
{\displaystyle 0\leq \lambda _{0}<\lambda _{1}<\cdots <\lambda _{n}<\cdots }
を満たす単調増加な数列とする。ここで級数
{\displaystyle f(x)=\sum _{n=0}^{\infty }a_{n}\exp {(-\lambda _{n}x)}}
が任意の x > 0 について収束し、かつ左極限 x → +0  が存在し、
{\displaystyle \lim _{x\to +0}f(x)=s}
と有限値 s になるとき、級数 ∑∞
n=0 an は s に (A, λn)-総和可能という。
特に λn = n の場合は、アーベル総和法に一致する。

### (J, pn)-総和法
アーベル総和法において、ベキ級数 f(x) は部分和の列 {sn} によって、
{\displaystyle f(x)=(1-x)\sum _{n=0}^{\infty }s_{n}x^{n}={\frac {\sum _{n=0}^{\infty }s_{n}x^{n}}{\sum _{n=0}^{\infty }x^{n}}}={\frac {\sum _{n=0}^{\infty }p_{n}s_{n}x^{n}}{\sum _{n=0}^{\infty }p_{n}x^{n}}}\quad (p_{n}=1)}
と表すことができる。より一般に、数列 {pn} が
{\displaystyle p_{n}\geq 0,\quad \sum _{k=n}^{\infty }p_{k}>0}
を満たし、{pn} によって定義されるベキ級数
{\displaystyle p(x)=\sum _{n=0}^{\infty }p_{n}x^{n}}
が収束半径 r > 0 を持つとする。このとき、
{\displaystyle p_{s}(x)=\sum _{n=0}^{\infty }p_{n}s_{n}x^{n}}
が 0 ≤ x < r で収束し、かつ
{\displaystyle \lim _{x\to r-}{\frac {p_{s}(x)}{p(x)}}=s}
が成り立つとき、値 s に (J, pn)-総和可能という。

## タウバー型定理
一般に級数はアーベル総和であっても、通常の意味では収束しない。すなわち、ベキ級数におけるアーベルの定理の逆は成り立たない。しかしながら、級数にある種の条件を付与すれば、アーベルの定理の逆が成り立つことがある。そのような例として、1897年にオーストリアの数学者アルフレッド・タウバーが示したタウバーの定理がある。後に英国の数学者G. H. ハーディとJ. E. リトルウッドはタウバーの定理を原型とする種々の拡張を与え、それらをタウバー型定理と呼んだ。

## フーリエ級数の収束
アーベル総和法はフーリエ級数の収束の議論に応用される。f(x) を長さ L=b −a の有界区間  (a, b) で定義されたリーマン積分可能な複素数値関数で、かつ f(a)=f(b) を満たす周期関数とする。このとき、f(x)  は次の形のフーリエ級数展開を持つ。
{\displaystyle f(x)\sim \sum _{n=-\infty }^{\infty }{\hat {f_{n}}}e^{2n\pi ix/L}}
{\displaystyle {\hat {f_{n}}}={\frac {1}{L}}\int _{a}^{b}f(x)e^{-2n\pi ix/L}dx}
第一式の右辺におけるフーリエ級数が意味を持つために収束性を考える必要がある。この級数はアーベル総和可能であり、f(x)  が連続となる点においてf(x)  に収束する。特に f(x)  が連続関数であれば、フーリエ級数はアーベル総和の意味で一様収束する。すなわち、
{\displaystyle A_{r}(x)=\sum _{n=-\infty }^{\infty }r^{|n|}{\hat {f_{n}}}e^{2n\pi ix/L}}
を導入すると、この級数は 0 ≤ r <1 で収束し、かつ f(x)  が連続となる点で左極限 r → 1 − は f(x)  に一致する。この結果の議論はポアソン核
{\displaystyle P_{r}(x)=\sum _{n=-\infty }^{\infty }r^{|n|}e^{2n\pi ix/L}}
の性質に基づく。  (a, b) 上で可積分な関数g(x)、h(x) に対して、畳み込み積分を
{\displaystyle g*h(x)={\frac {1}{L}}\int _{a}^{b}g(y)h(x-y)dy}
で定義すると、
{\displaystyle f*P_{r}(x)=A_{r}(x)}
であり、総和核としてのポアソン核の性質から上述のアーベル総和に関する収束性が示される。